# Kárhozat (film, 1987)
A Kárhozat Tarr Béla 1987-ben készült, 1988-ban bemutatott játékfilmje. A forgatókönyvet Tarr és gyakori szerzőtársa, Krasznahorkai László közösen írták.
A film első bemutatója a 38. Berlini Nemzetközi Filmfesztiválon volt 1988 februárjában, majd ugyanebben az évben a Torontói Nemzetközi Filmfesztiválon is debütált. Ez a film hozta meg Tarr számára az első nemzetközi elismerést.

## Cselekmény
A helyszín egy lepusztult bányászváros, mindentől távol. A középkorú Karrer (Székely B. Miklós) élete céltalanul telik, mint arrafelé mindenki másé, csupán a helyi bár énekesnője (Kerekes Vali) iránti érzelmei tudják valamelyest kirángatni az apátiából. A nő aztán visszautasítja a közeledését, de Karrer ezt nem hagyja annyiban. Mikor lehetőséget lát, az énekesnő férjét (Cserhalmi György) egy csempészmunka átengedésével eltávolítja a képből, hogy újfent a nő közelébe férkőzhessen.

## Szereplők
- Székely B. Miklós – Karrer
- Kerekes Vali – énekesnő
- Temessy Hédi – ruhatárosnő
- Pauer Gyula – Willarsky
- Cserhalmi György – Sebestyén
- Breznyik Berg Péter
- Ferdinándy Gáspár
- Gémes János
- Zsugán István